# Dernières Nouvelles
Pour les articles homonymes, voir Dernières Nouvelles (homonymie).
Albums de Guesch Patti
Blonde
Dernières Nouvelles est le cinquième album studio de la chanteuse Guesch Patti.

## Titres
1. Tu tires (Guesch Patti / Christophe Rose) 6:40
2. Parole d'honneur (Guesch Patti / Christophe Rose) 5:42
3. Metempsycose (Jean Fauque / Christophe Rose) 8:59
4. Behind me (Eric Letinier / Guesch Patti) 3:56
5. Adieu (Jean Fauque / Christophe Rose) 4:02
6. Inside (Eric Letinier / Guesch Patti) 1:55
7. Scopitone (Mimi Bastille) 4:56
8. ABCdaire (Guesch Patti / Christophe Rose) 4:45
9. La Cabine (Guesch Patti / Christophe Rose) 5:45
10. Les Anges (Guesch Patti / Christophe Rose) 4:01
11. Beautiful (Eric Letinier / Guesch Patti) 1:15
12. Seule (Olivier de la Celle) 6:16

## Crédits
Album enregistré au studio Twin par Michel Olivier assisté de Xavier Cazemajou 

Cordes enregistrées au studio Ramses par Pierre-Yves Roupin 

Album mixé au studio Ramses par Michel Olivier assisté de Guillaume Fau 

Olivier de la Celle : guitares, basses, piano, prophet strings, programmations 

Yvan Knight : batterie, brush 

Christophe Charreire : moog, prophet strings, clavinet, basse, synthé 

Jérôme Goldet : basse 

Isabelle Sajot : violoncelle 

Christophe Rose : wurlitzer, rhodes, chœurs 

DJ RTB : scratch 

Stéphane Venant : fx delay, strings loop 

Michel Olivier : ambiances inserts, loops inserts 

Mimi Bastille : guitares 

Hervé Lavandier : orchestration cordes et séquences d'orchestres, piano 

Hervé Cavalier : 1er violon 

Christophe Bruckert : 2nd violon 

Nathalie Carlucci : alto 

Françoise Gneri : alto 

Mathieu Rogue : violoncelle 

Jean-Philippe Audin : violoncelle 

Philippe Chauveau : protools 